# Priscilla Hon
Priscilla Hon (født 10. maj 1998 i Brisbane, Australien) er en professionel tennisspiller fra Australien.